# باب ماس
باب ماس (انگلیسی: Bob Maas; ۱۸ اکتبر ۱۹۰۷ – ۱۷ دسامبر ۱۹۹۶) قایقران قایق بادبانی اهل پادشاهی هلند بود.